# Alien Beat
Alien Beat, svenskt postpunkband från Stockholm, existerade 1979-83. 

## Biografi
Hade 1977-79 spelat som Cathy & The Heat men då man sparkade sångerskan Katti bytte man namn till Alien Beat. Bestod från början av Åsa Johanna Axelson (sång), Peter Ampull (gitarr), Peter Wahlberg (bas), Måns Edwall (saxofon/gitarr) och Pelle Lidell (trummor). Sedan Fredric Holmquist (Reeperbahn, Eldkvarn, Lustans Lakejer och nu The Amazing Bryatollah Ferrarys) keyboards och gitarr. Åsa Johanna och Peter Wahlberg slutade och in kom Sebastian Håkansson, sång, och Ted Bolin tog över basen. Fick skivkontrakt och släppte tre singlar och en LP där man bl.a. fick hjälp av Magnus Lindberg som producent m m. Anders Holm (Senmusikalisk motor, låtskrivare och gitarrist och saxofonist i Thirteen Moons) blev basist och Fred Asp (Sen Reeperbahn och Imperiet) blev trummis Uppträdde i radio och TV men lade ned gruppen 1983. Utöver officiella plattor finns demos, liveinspelningar, med mera. Då Johan Johansson sammanställde sin punksamlingsplatta Ståkkålmsjävlar tog han till exempel en låt från en LP som aldrig gavs ut. 

## Medlemmar

### Sista uppsättningen
- Måns Edwall - Gitarr & saxofon
- Fredric Holmquist - Gitarr & klaviatur
- Sebastian Håkansson - Sång
- Anders Holm - Bas
- Fred Asp - Trummor

### Tidigare medlemmar
- Åsa-Johanna Axelson - Sång
- Peter Ampull - Gitarr
- Peter Wahlberg - Bas
- Pelle Lidell - Trummor
- Ted Bolin - Bas

## Diskografi
- 1980 - Ge Mig Mer/"Jag Irrar" - singel
- 1981 - Ingen Dansar/You're So Beautiful - singel
- 1981 - Akrobat - album
- 1982 - Dina Ögon Dina Öron/Kärlek In Blanco - singel
- 2007 - Aalborg Jubileum 1982-2007 - Live Aalborg 1982